# 国华纪念中学
国华纪念中学是一所私立慈善高级中学，位于广东省佛山市顺德区北滘镇。创办于2002年，并于当年进行面向全国的首届招生。该学校免除在校学生的一切学习和生活费用，办校费用由杨国强先生资助。

## 校园文化
- 校训：立志，修身，博学，报国
- 立校缘起：《用知识改变命运》
- 精神：以奉献社会为终生追求；滴水之恩，涌泉相报；学会做人，学会做事。

## 名字由来
“国华”是创办人杨国强先生的哥哥的名字，杨国强幼年时家中贫困，他哥哥杨国华对他颇有照料，并且教育他学会做人做事。杨国强先生为了纪念哥哥、回报社会，于2002年创办了这所“国华纪念中学”，期望帮助更多的贫寒学子。“国华纪念中学”的校牌中，“国华”二字是杨国华先生的亲手笔迹。

## 外部連結
- 官方网站

1. ↑  陈芷伊. . 南方日报. 2013年6月7日: UD01版：顺德视窗  [2014年7月27日]. （原始内容存档于2014年7月27日） （中文（中国大陆））.